# Hervé Schneid
Hervé Schneid (nacido el 12 de mayo de 1956) es un editor de cine francés que ha editado la mayoría de las películas de Jean-Pierre Jeunet. Ganó el Premio César al mejor montaje en 1992 por su trabajo en Delicatessen.

## Filmografía parcial[1]
- Europa (1991)
- Delicatessen (1991)
- Orlando (1992)
- La ciudad de los niños perdidos (1995)
- ...à la campagne (1995)
- Alien: resurrección (1997)
- La lección de tango (1997)
- Este/Oeste (1999)
- The Man Who Cried (2000)
- Amélie (2001)
- Un long dimanche de fiançailles (2004)
- Adiós Bafana (2007)
- Mesrine: L'ennemi public No 1 (2008)
- Igor (2008)
- Micmacs (2009)
- La llave de Sarah (2011)
- Dias de gracia (2011)[2]
- El extraordinario viaje de T. S. Spivet (2013)
- One Wild Moment (2015)
- Neruda (2016)
- Return to Montauk (2017)
- El emperador de París (2018)[3]
- A Million Miles Away (2023)